# Albanië
Albanië (Albanees: Shqipëria), officieel de Republiek Albanië (Albanees: Republika e Shqipërisë), is een land in Zuidoost-Europa. Het land ligt in het zuidwesten van de Balkan aan de Ionische en Adriatische Zee. Albanië grenst kloksgewijs aan Montenegro, Kosovo, Noord-Macedonië en Griekenland. De hoofdstad van Albanië is Tirana.
Albanië werd in 1912 onafhankelijk van het Ottomaanse Rijk en is sinds 1991 een parlementaire republiek na de val van het communisme. De enige officiële taal in Albanië is Albanees. Het land heeft een oppervlakte van 28.748 km² en telt ongeveer 2,4 miljoen inwoners.
Albanië is lid van de Verenigde Naties, de NAVO, de Organisatie voor Veiligheid en Samenwerking in Europa, de Raad van Europa, de Centraal-Europese Vrijhandelsassociatie, de Unie voor het Middellandse Zeegebied, de Wereldhandelsorganisatie en de Organisatie voor Islamitische Samenwerking. Sinds 24 juni 2014 is Albanië kandidaat-lid van de Europese Unie.

## Geschiedenis

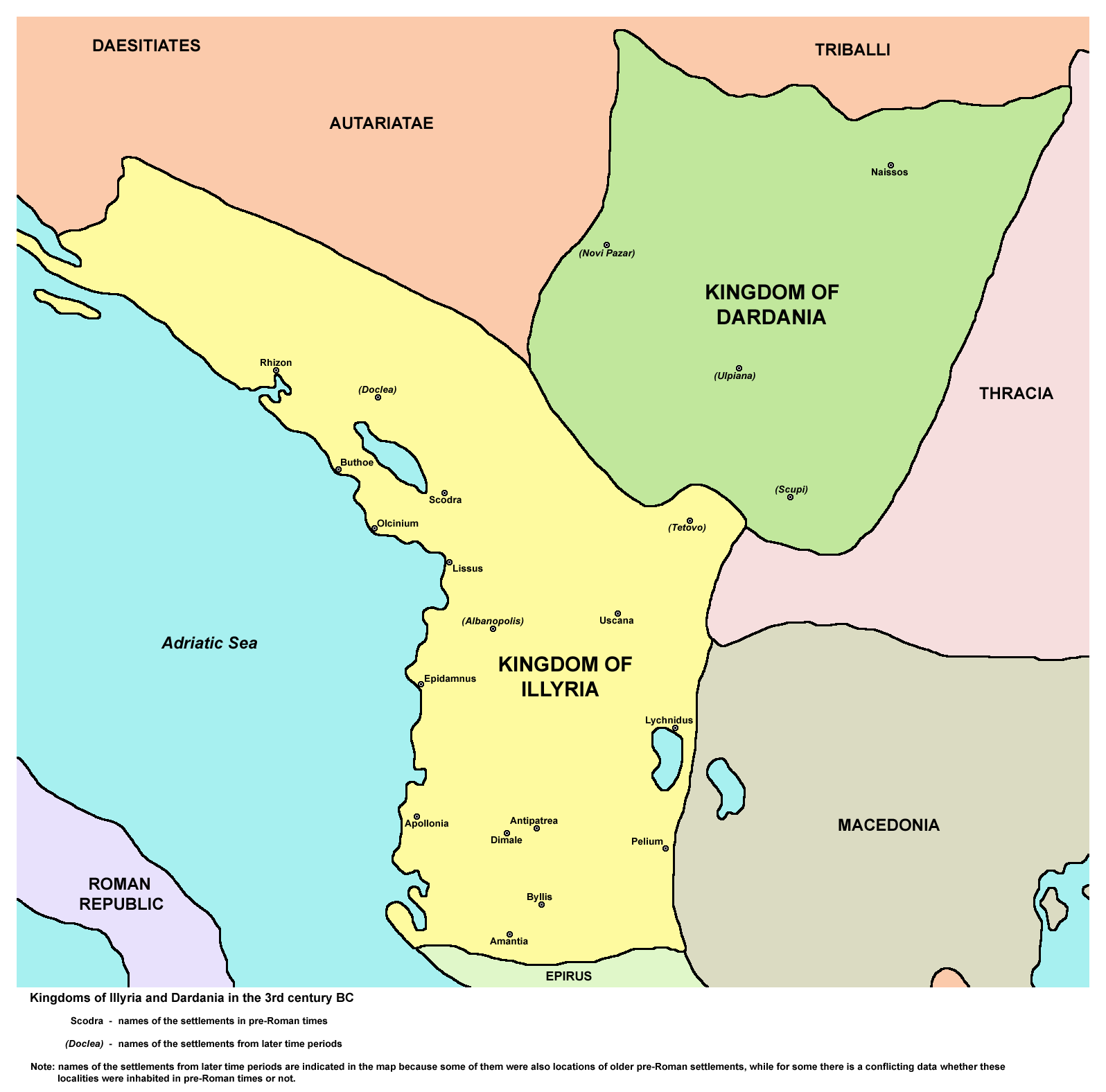
Het Illyrische koninkrijk onder koning Agron (250 v.Chr. - 230 v.Chr.)

Het gebied dat het huidige Albanië omvat werd bewoond door de Illyriërs, een Indo-Europese stam die zich in  650 v.Chr. territoriaal verenigde na het stichten van het Koninkrijk Illyrië. De eerste erkende koning van het rijk was Bardylis I. Na troonopvolgingen van verschillende Illyrische koningen bereikte het koninkrijk zijn grootste omvang tussen 250 v.Chr. en 230 v.Chr. onder koning Agron. Onder zijn heerschappij besloeg het koninkrijk het grootste deel van het westelijke gebied op de Balkan. Na de dood van Agron in 230 v.Chr., volgde zijn vrouw Teuta zijn heerschappijen op. Koningin Teuta breidde het gebied verder uit naar het zuiden, tot aan de Ionische Zee. In 229 v.Chr. verklaarde het indringende Romeinse Rijk de oorlog aan Illyrië. Vanaf 167 v.Chr. viel het gebied onder volledige Romeinse heerschappij na het verslaan van de Illyrische koning Gentius. In 395 viel het gebied onder Byzantijns bewind. 
In de 7e eeuw volgde de Slavische migratie naar de Balkan. Hoewel de Slaven zich hoofdzakelijk buiten het huidige Albanië vestigden, werd het in de 9e eeuw geannexeerd door het Eerste Bulgaarse Rijk. De Byzantijnen zouden het gebied vervolgens terugveroveren.

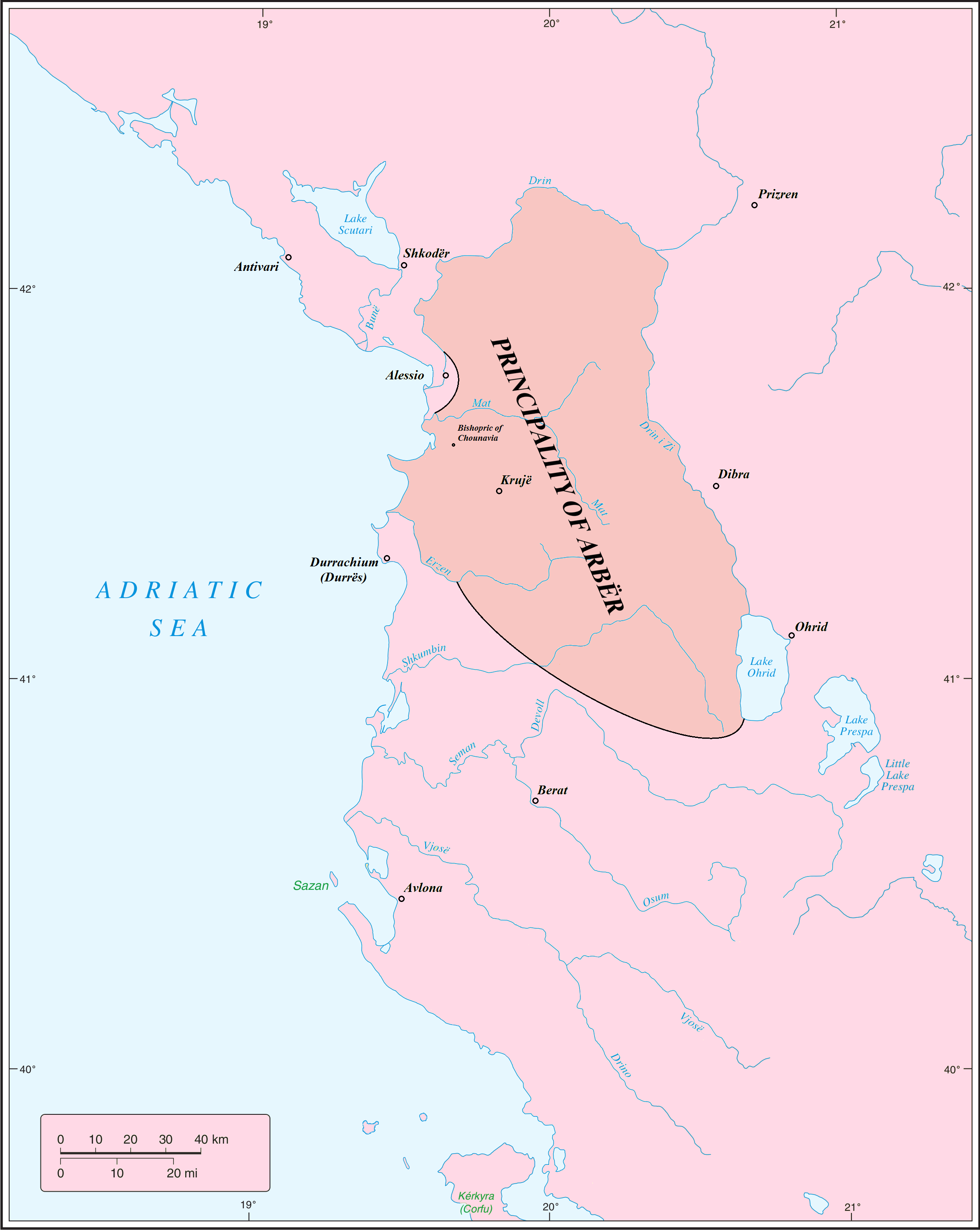
Het vorstendom Arbër op zijn hoogtepunt onder prins Dhimitër Progoni (13e eeuw)

In het jaar 1190 stichtten de Albanezen, een Indo-Europees volk dat volledig was gekerstend ten tijde van hun eerste vermelding binnen het Byzantijnse Rijk, onder leiding van archont en stamvader Progon het vorstendom Arbër. Zijn zoons Gjin en Dhimitër volgden hem op als prins van Albanië. Na de val van de Progoni-dynastie in 1216 kwam het onder heerschappij van de Albanese edelen Grigor (1216–1236) en Golem (1252–1256). Het vorstendom, met Krujë als hoofdstad, kwam geografisch overeen met het huidige centraal- en zuid-Albanië. In 1272 ontstond het Koninkrijk Albanië na een personele unie tussen lokale Albanese edelen en het huis Anjou-Sicilië.
In de 14e eeuw werd Albanië veroverd door het Keizerrijk Servië dat onder koning Stefan Dušan een regionale macht vormde op de Balkan. Na de val van het Servische rijk wist het Republiek Venetië gebieden in noord-Albanië te bezetten.
Gedurende de late middeleeuwen volgden heerschappijen van meerdere Albanese dynastieën, zoals die van Muzaka, Thopia, Balsha, Shpata, Arianiti, Dukagjini en Kastrioti. De Albanese vorstendommen werden verspreid over het huidige Albanië en enkelen in gebieden van aangrenzende landen gesticht met ieder een eigen autonomie en adellijke titel. In 1340 werd de prins van Berat Andrea II Muzaka gekroond tot despoot van Albanië na het verslaan van het Servische leger. Andrea II breidde het zuidelijk gevestigde vorstendom Muzaka uit naar gebieden in het huidige westen van Noord-Macedonië en het noorden van Griekenland. In 1368 stichtte prins Karl Thopia op diens beurt het Prinsdom Albanië in de centrale en noordoostelijke gebieden. Beide heersers werden opgevolgd door hun nageslacht tot halverwege de 15e eeuw.

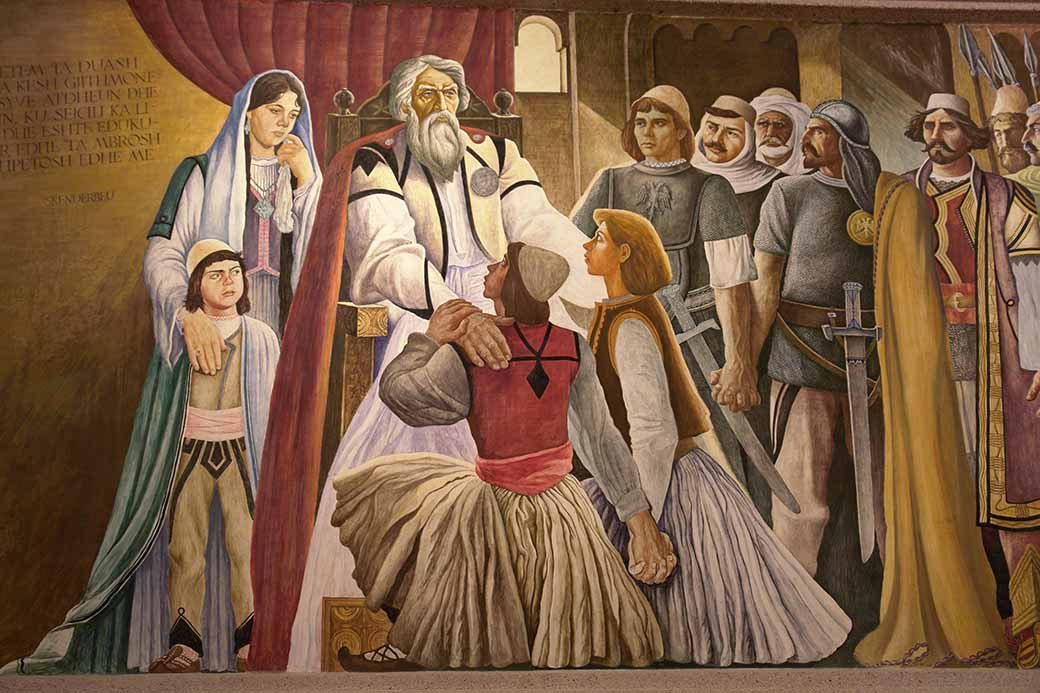
Fresco van het huis Kastrioti, heersers van Albanië gedurende de late middeleeuwen

In de 15e eeuw werd in Albanië een sandjak uitgeroepen na Ottomaanse expansie naar de Balkan. Dit resulteerde in een Albanese opstand onder leiding van onder anderen de prinsen Gjon Kastrioti en Gjergj Arianiti. Na een serie veldslagen van 1432 tot 1436 werd de Ottomaanse heerschappij echter wel erkend in ruil voor lokale autonomie voor Albanese heersers. Op 2 maart 1444 werd de Liga van Lezhë gesticht, wat vaak beschouwd wordt als de bakermat van een territoriaal Albanië na de vereniging van alle Albanese vorstendommen. De Liga van Lezhë vocht een jarenlang durende oorlog tegen het Ottomaanse Rijk. Onder bevel van de Albanese vorst Gjergj Kastrioti  - bijgenaamd Skanderbeg - kwamen de Albanezen in een succesvolle rebellie van de 25 veldslagen 24 keer als winnaar uit de strijd tegen twee verschillende sultans, namelijk Murat II en Mehmet II. Na de dood van Gjergj Kastrioti in 1468 verzwakte de Albanese tegenstand onder prins Lekë Dukagjini en viel de Liga in het jaar 1479 na de belegering van Shkodër door sultan Mehmet II. 

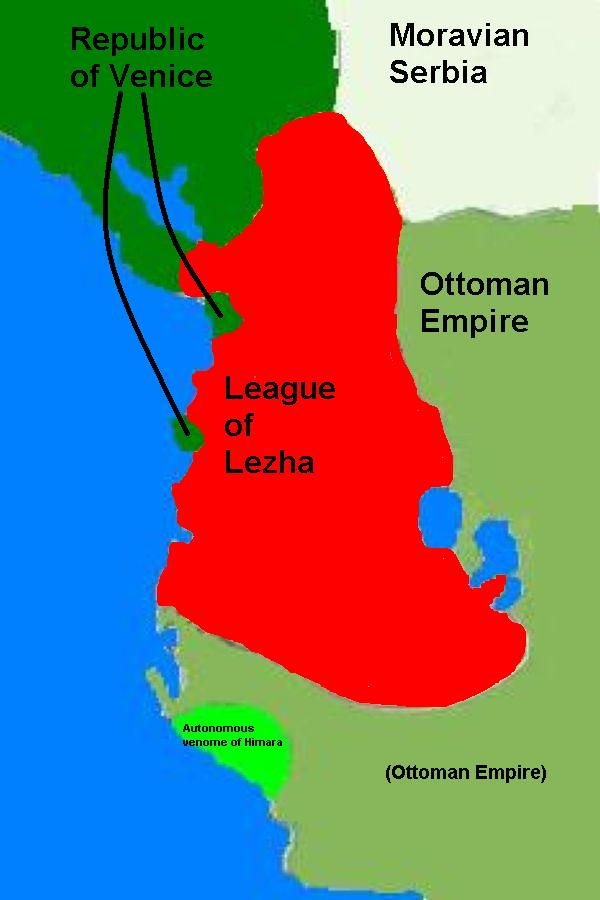
Kaart van de Liga van Lezhë, een alliantie van Albanese vorstendommen gesticht in 1444

Albanië zou sindsdien vier eeuwen lang geregeerd worden door het Ottomaanse Rijk. De Ottomaanse heerschappij had een grote invloed op de bevolking, zo bekeerden de Albanezen zich tussen de 17e en 18e eeuw in groten getale van het christendom naar de islam. Als gevolg hiervan kregen de Albanezen, naast Albanië, ook heerschappij over gebieden in het huidige Kosovo, Montenegro, Servië, Noord-Macedonië en Griekenland. Dit betroffen de Albanese pasjaliks en vilajets geregeerd door onder anderen de Pasja's Kara Mahmud Bushati en Ali Pasja. Binnen de Ottomaanse politiek waren er ook enkele Albanese grootvizieren, gouverneurs en vooraanstaande militairen. In de 19e eeuw ontstonden er in Albanië opstanden als het gevolg van de nationale ontwaking. In deze periode werd het Albanees nationalisme gesticht en streefden de Albanezen naar een eigen culturele, sociale en politieke natiestaat. Dit paramilitaire offensief duurde van 1833 tot 1912.
Het huidige Albanië verklaarde zich op 28 november 1912 onafhankelijk van het Ottomaanse Rijk en werd in december van dat jaar tijdens de Conferentie van Londen door de internationale gemeenschap erkend als soevereine staat. Het ging verder als onafhankelijk Albanië met Ismail Qemali als eerste staatshoofd. Vlorë werd de eerste hoofdstad van het moderne Albanië. Later zou Tirana herkozen worden.

Kaart van Albanië in 1913 (wit); de lichtbruine gebieden moest het afstaan aan de buurlanden, zo bepaalde de Vrede van Londen

Nadat het Ottomaanse leger gedurende de Balkanoorlog werd verslagen door een millitaire alliantie van Servië, Montenegro, Griekenland en Bulgarije begonnen de drie eerst vermelde staten gebieden van het net opgerichte Albanië te bezetten; Servië annexeerde het noordoostelijke en centrale gebied van Albanië, Montenegro het noordwesten en Griekenland de zuidelijke regio's. De rivaliserende legers richtten zich hierbij ook op de Albanese burgerbevolking.
Hoewel Albanië tijdens het conflict de stad Shkodër na een belegering terug veroverde en de kust aan Adriatische zee behield na de Slag om Lumë, beide keren ten koste van Servië, bepaalde de Vrede van Londen op 29 juli 1913 de landsgrenzen op de Balkan. Albanië behield zijn status als onafhankelijk land, mede door de druk van vooral Oostenrijk-Hongarije en Italië, maar moest aanzienlijk stuk land afstaan aan Servië, Montenegro en Griekenland waardoor veel etnische Albanezen buiten Albanië kwamen te wonen.
In 1914 werd de prins Wilhelm zu Wied, familie van Wilhelmina der Nederlanden, aangesteld als vorst van Albanië. Albanië raakte in een anarchie.  Nederland stuurde militairen; de eerste vredemissie van Nederland. Deze actie mislukte en de Nederlandse majoor Thomson kwam om het leven. Voor hem zijn standbeelden opgericht in Groningen, Den Haag en Durrës.
Gedurende de Eerste Wereldoorlog wilden verschillende staten aanspraak maken op Albanië. De Servisch-Montenegrijnse troepen trokken zich uit Albanië terug nadat deze werden verslagen door Oostenrijk-Hongarije. Als gevolg hiervan bezette Oostenrijk-Hongarije het grootste gedeelte van Albanië tot 1918. In zuid-Albanië wist het Italiaanse leger de Grieken te verdrijven en het gebied enige tijd te bezetten. In 1920 trokken de Italianen zich terug. 
In 1928 werd het land een Koninkrijk onder Zog I van Albanië, met steun van Italië. De Italianen brachten beschaving en bouwden mee aan modernisering van het land. Zo kende het Albanese leger Italiaanse invloeden en werd ook de infrastructuur van het land sterk verbeterd. Van 1939 tot 1943 annexeerde Italië het gebied na de Italiaanse invasie van Albanië en werd het Koninkrijk Albanië een protectoraat van het Koninkrijk Italië, geregeerd door Victor Emmanuel III.

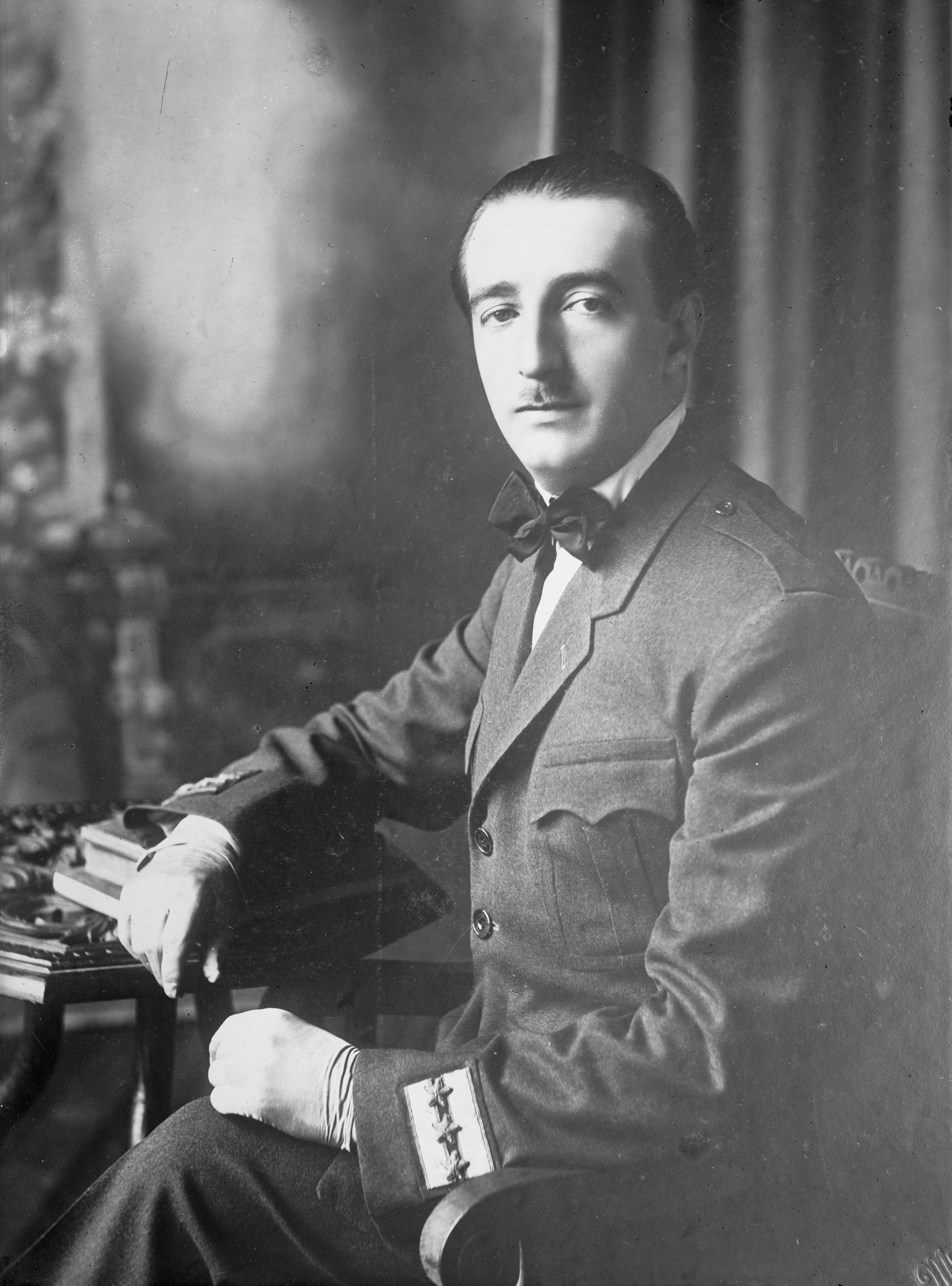
Koning Zog I van Albanië (1895-1961)

In oktober 1940 besloot het leger van Albanië een aanval in te zetten tegen de Grieken. Een tegenaanval van Griekenland leidde echter ertoe dat een aanzienlijk deel van Zuid-Albanië onder Griekse hoede kwam, met name Epirus, historisch gezien een belangrijke plek voor de Albanezen. In april 1941 werden gebieden van Joegoslavië met aanzienlijke Albanese bevolking verenigd aan Koninkrijk Albanië, dit waren het westen van Noord-Macedonië, het oosten van Montenegro en het grootste deel van het huidige Kosovo. Tijdens de Tweede Wereldoorlog begon Nazi-Duitsland het land in september 1943 te bezetten en kondigde vervolgens later aan dat het de onafhankelijkheid van Albanië zou erkennen, mits Albanië een neutrale staat zou worden. Het duurde echter tot november 1944 tot de Duitse troepen Albanië zouden verlaten, hierna viel Albanië weer onder bewind van het Koninkrijk Italië. In 1946 werd Albanië na de onafhankelijkheidsoorlog bevrijd van de asmogendheden.
Gedurende de Tweede Wereldoorlog waren er drie Albanese groeperingen die collaboreerden met Nazi-Duitsland, namelijk de Balli Kombëtar (paramilitaire eenheid), de SS Skanderbeg (zijtak van de Waffen-SS bestaande uit Albanese bergjagers) en de Vulnetari (een militie die opereerde als grenswachters). Motieven hiervoor waren het gewenste  
irredentistische concept Groot-Albanië en de anticommunistische overtuigingen. Tegenstanders waren de communistische Albanese partijen, de Joegoslavische partizanen, de Servische Četniks en de Nationaal Republikeinse Griekse Liga. Ook de niet-Albanese burgerbevolking moest het hierbij ontgelden. In juni 1942 maakte de premier van het Koninkrijk Albanië, Mustafa Kruja, bekend de Servische bevolking in Kosovo te zullen gaan vervolgen. Ongeveer 100.000 Serviërs werden deze periode door de Albanese milities uit Kosovo ontheemd.
Als gevolg van partij kiezen voor de nazi's werd de groep kort na de oorlog verslagen door het Albanese Volksleger. De leden werden geëxecuteerd of gevangen houden. Ook ontvluchtten vele leden het land.

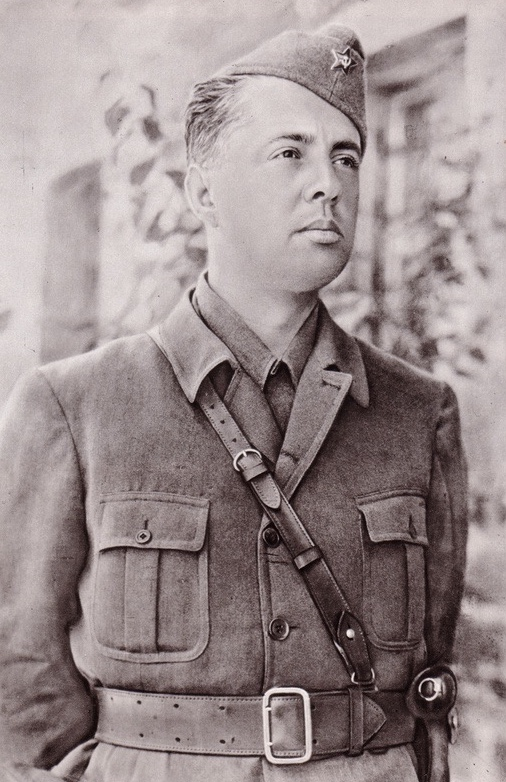
Communist Enver Hoxha (1908-1985)

Na de Tweede Wereldoorlog werd het land een satellietstaat van de Sovjet-Unie en raakte Albanië voor de rest geïsoleerd van andere landen. Enver Hoxha was staatshoofd van de nieuw opgerichte Volksrepubliek Albanië in 1946. Enver Hoxha had nauwe banden met Jozef Stalin, voor wie hij bewondering had. Nadat Josip Tito in conflict raakte met Stalin en Hoxha kritiek had op de Joegoslavische regering en de manier van omgaan met de Albanese minderheid aldaar, stak Enver Hoxha veel energie in het Albanese Volksleger. Het telde 60.000 soldaten aan mankracht en 450.000 man reservepersoneel. In Albanië werden in die jaren tevens vele bunkers gebouwd, en wapendepots aangelegd. Een aanval van Joegoslavië op Albanië bleef hierom ook uit. Wel vonden in Albanië in korte tijd twee incidenten plaats met de grens met Joegoslavië en Griekenland na aanvallen op Albanië door het Griekse leger gesteund door Joegoslavië, dat na dit conflict een geheime missie aan de Albanese grens plande. Beide conflicten leidden tot Albanese overwinningen. Na de dood van Stalin werd de band met de Sovjet-Unie minder en ontwikkelde Albanië banden met de Volksrepubliek China. In deze periode kende het land een toenemende industriële beschaving, verstedelijking en economische groei die leidde tot een hogere levensstandaard. Ook op het gebied van onderwijs maakte Albanië stappen en werd analfabetisme geminimaliseerd. Enver Hoxha maakte van Albanië het eerste atheïstische land in de wereld. Het praktiseren van religie werd verboden, waarna kerken en moskeeën werden gesloten en gesloopt. In 1978 zette China alle hulp aan Albanië stop, waardoor het land in de ontwikkeling begon te stagneren. In 1996-1997 verviel het land korte tijd in anarchie ten gevolge van een financiële crisis, veroorzaakt door grootschalige ponzifraude.

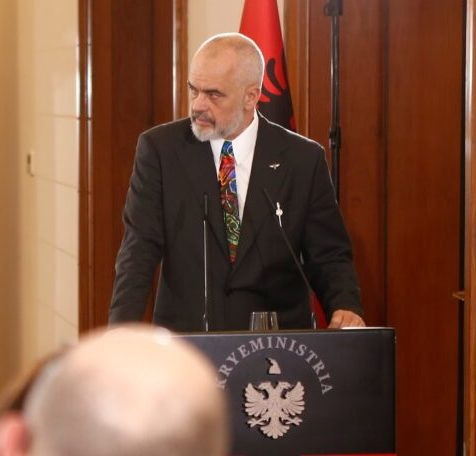
Edi Rama, premier van Albanië sinds 2013

Na verkiezingen in 1991 kwam er na 40 jaar een einde aan het communisme in Albanië. Sindsdien is Albanië een parlementaire democratie. 
Albanië werd sindsdien lid van verschillende internationale organisaties en is daarbij kandidaat-lid van de Europese Unie. Sinds september 2013 is Edi Rama de premier van Republiek Albanië, waarna hij twee keer herkozen werd door de Albanese bevolking tijdens de verkiezingen van 2017 en 2021. Bajram Begaj is president van het land.

## Demografie

Bevolkingsontwikkeling van Albanië

Albanië kan vanuit cultureel, historisch en geografisch oogpunt worden beschouwd als een typisch Balkanland, maar onderscheidt zich in een aantal opzichten van zijn naaste buren. Zo grenst het land, met uitzondering op Griekenland aan de voormalig-Joegoslavische landen; waar het niet-slavische Albanië geen onderdeel van was, is de islam met 50,67% de dominerende godsdienst, al maakt religie onder de etnische Albanezen weinig onderscheid en verenigen zij zich door dezelfde nationale identiteit. Verder neemt de Albanese taal binnen de Indo-Europese taalfamilie een aparte positie in. Mede door het feit dat het land vlak na de Tweede Wereldoorlog een streng, communistisch regime had werd het van zijn buren geïsoleerd, waardoor ook de etnische homogeniteit werd behouden.

### Etniciteit

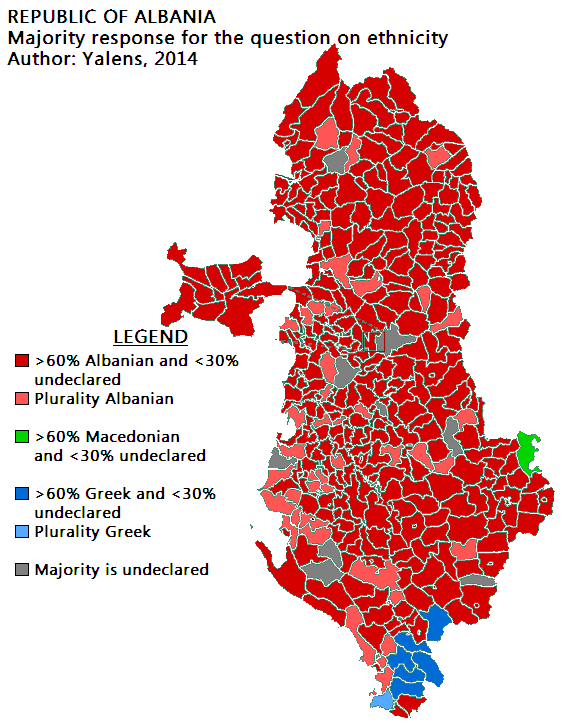
Etnische samenstelling in Albanië (2011)

Albanië telt 2.402.113 (2023) inwoners. De meerderheid van de bevolking is etnisch Albanees (91%). De grootste etnische minderheid in Albanië zijn de Grieken met 1% van de totale bevolking. De Roma-bevolking vormt met 0,9% na de Griekse, de grootste etnische minderheid. Erkende etnische minderheden in Albanië zijn verder Bulgaren, Macedoniërs, Montenegrijnen, Bosniakken, Serviërs en Vlachen.
- Bevolkingsgroepen: Albanezen (91%), Grieken (1%), Roma  (0,9%)  Bulgaren (0,3%) overig: Montenegrijnen, Macedoniërs, Vlachen.

Een groot deel van de etnische Albanezen woont buiten Albanië. In de eerste plaats in Kosovo (al bezien sommigen dat nog altijd als deel van Servië), waarmee er lang een grensgeschil is geweest. Na afloop van de Kosovo-oorlog (juni 1999) werd Kosovo door de VN onder internationaal bestuur geplaatst. Dit heeft geresulteerd in autonomie voor Kosovo en de facto onafhankelijkheid van Servië. 88% van de inwoners van Kosovo is Albanees (2000). Op 17 februari 2008 verklaarde het parlement van Kosovo eenzijdig, in overleg met de Verenigde Staten en het Europese Parlement, de onafhankelijkheid. In eerste instantie leidde dat tot erkenning van het merendeel van de NAVO-landen en die van de Europese Unie, op een paar uitzonderingen na. Kosovo wordt sindsdien erkend door 88 landen.
Tevens is 25% van de bevolking van Noord-Macedonië etnisch Albanees (2002). Daarnaast een aanzienlijk aantal in Griekenland (Epirus) en kleine aantallen in Montenegro en Servië (afgezien van Kosovo). Sinds de Turkse verovering wonen de Arbëreshë in Zuid-Italië, eveneens van Albanese afkomst. De Albanese diaspora in West-Europa en in de Nieuwe Wereld is omvangrijk.

### Taal
Het Albanees, de enige officiële taal, vormt net zoals het Armeens en het Grieks een aparte tak binnen de Indo-Europese taalfamilie. De Shkumbinrivier, die het land ruwweg in tweeën verdeelt, scheidt sprekers van het noordelijke dialect, het Gegisch (1,8 miljoen sprekers in Albanië), van die van het zuidelijke dialect of Toskisch (2,9 miljoen). De Albanese standaardtaal is gebaseerd op het Toskisch. Naast het Gegisch (dat ook de voertaal is in het grootste deel van Kosovo) en Toskisch zijn er nog twee andere varianten van het Albanees, het Arberisch en het Arvanitika, die gesproken worden door Albanese minderheden in respectievelijk Zuid-Italië en Griekenland. Alle vier deze varianten worden door sommige bronnen als afzonderlijke talen beschouwd. De Albanese Gebarentaal wordt gebruikt door 205.000 mensen. Een aantal Albanezen heeft Italiaans of Frans als tweede taal. Dit wordt veroorzaakt door de geschiedenis van het land en het onderwijs.
Overige inheemse talen in Albanië zijn het Grieks (15.200 sprekers), Macedonisch (4440), Vlach Romani (4000), Aroemeens (3850) en de Montenegrijnse variant van het Servisch (66). De twee belangrijkste immigrantentalen zijn het Turks (710 sprekers) en het Italiaans (520). Massamedia in de Italiaanse taal zoals televisie en radio zijn beschikbaar in heel Albanië en zijn er geliefd.

### Etymologie
Na de oprichting van de eerste Albanese staat in de 12e eeuw, het vorstendom Arbër, noemden de Albanezen, afhankelijk van Gege of Tosk, het land Arbanon/Arbëria en zichzelf Arbën/Arbëror. De term Shqiptar, de manier waarop Albanezen zichzelf hedendaags noemen, werd pas aangenomen aan het einde van de 17e eeuw. Echter noemden zij het land nog steeds Arbanon/Arbëria. Pas aan het begin van de 18e eeuw noemden zij het land Shqipëria. Het woord Shqiponja betekent in de Albanese taal adelaar en de naam Shqipëria betekent land van de adelaar. Op de Albanese vlag wordt de (tweekoppige) adelaar zwart afgebeeld in een verder volledig rood veld.
De internationale term Albania, afgeleid vanuit het middeleeuws Latijn, verwijst naar de Illyrische stam Albanoi die het gebied in de oudheid regeerden.

### Religie

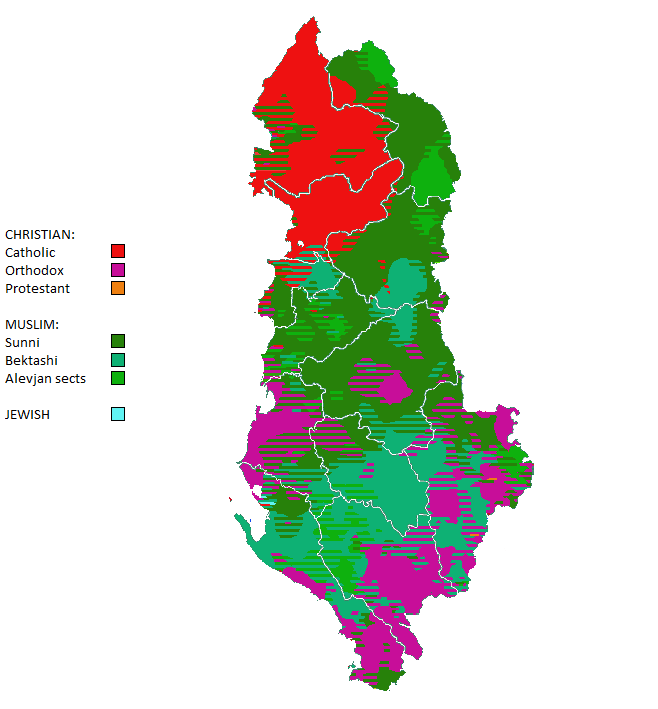
Verspreiding per religie in Albanië (1900)

De dominerende godsdiensten in Albanië bij de volkstelling van 2023 waren de islam: 50,67%, het rooms-katholicisme: 8,38%, de oosters-orthodoxe kerk: 7,22%, het deïsme: 13,82% en het atheïsme: 3,55%.
De religieuze voorkeur verschilt per bevolkingsgroep, zo zijn de meeste etnische Albanezen moslim met een katholieke en orthodoxe minderheid. In Albanië is de grootste minderheid Grieks, zij hangen voornamelijk de orthodoxe kerk aan net als de kleinere gemeenschappen Slavische volkeren in Albanië. Van de Roma's verschilt de religieuze voorkeur.

## Geografie

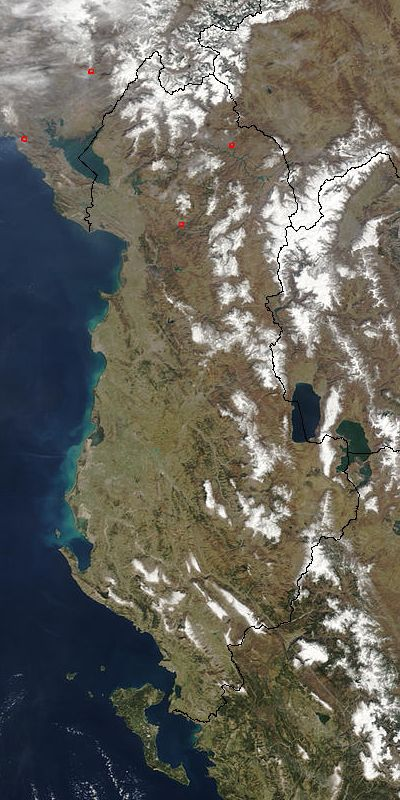
Satellietfoto van Albanië

Albanië ligt in het zuidwesten van het Balkanschiereiland en grenst aan Montenegro, Kosovo (al erkent Servië deze onafhankelijkheid niet en claimt het een grens met Albanië), Noord-Macedonië en Griekenland. Het heeft een oppervlakte van 28.748 km² en is ruw en bergachtig, behalve de vruchtbare Adriatische kust.
De hoogste bergen zijn te vinden in de Albanese Alpen, in het noorden van het land, het Korabgebergte in het oosten, het Pindosgebergte in het zuidoosten, het Keraunisch Gebergte in het zuidwesten en het Skanderbeggebergte in het centrum van het land. De Korab (2764 m), op de grens met Noord-Macedonië, is het hoogste punt van het land.
De belangrijkste rivieren van Albanië zijn de Drin, de Mat, de Shkumbin, de Vjosë en de Seman, maar de meeste zijn onbevaarbaar. De grootste meren zijn het Meer van Shkodër, het Meer van Ohrid en het Prespameer, alle ten dele buiten Albanië. Meer dan een derde van het land bestaat uit bossen en moerassen, meer dan een derde is weiland en slechts ongeveer een vijfde is gecultiveerd.
Albanië is niet rijk aan eilanden. Het land telt een tiental kleine onbewoonde eilanden voor de kust, plus een aantal nog kleinere eilanden in zijn meren. Het grootste eiland is Sazan, dat aan de ingang van de Golf van Vlorë gelegen is.

### Klimaat
Het kustklimaat is typisch mediterraan, met hete, droge zomers en milde, natte winters. Het bergachtige binnenland, vooral in het noorden, heeft strenge winters en milde zomers.

### Steden (bashki)
De hoofdstad Tirana is met 557.422 inwoners (2011) veruit de grootste stad van het land. De hele agglomeratie Tirana telde in 2008 een kleine 900.000 inwoners.
Durrës, dat de grootste haven van Albanië heeft en ook het nationale spoorwegknooppunt is, is de tweede stad (175.110 inwoners). Andere grote steden (bashki) zijn respectievelijk (inwoneraantal volgens de volkstelling van 2011):
1. Elbasan (141.714)
2. Shkodër (135.612)
3. Fier (120.655)
4. Vlorë (104.827)
5. Kamëz (104.190)

### Archeologische plaatsen
- Apollonia
- Byllis
- Butrint
- Konispol (grotten)

### Bezienswaardigheden
- Monumenten op de Werelderfgoedlijst

## Cultuur

### Vlag van Albanië
De vlag van Albanië verwijst naar het wapen van het middeleeuwse Albanese adellijk geslacht Kastrioti dat gedurende de 14e en 15e eeuw over Albanië heerste. De vlag werd in 1444 ook gebruikt als wapen van een militaire alliantie, de Liga van Lezhë, door de commandant Gjergj Kastrioti in de oorlog tegen het Ottomaanse Rijk. 

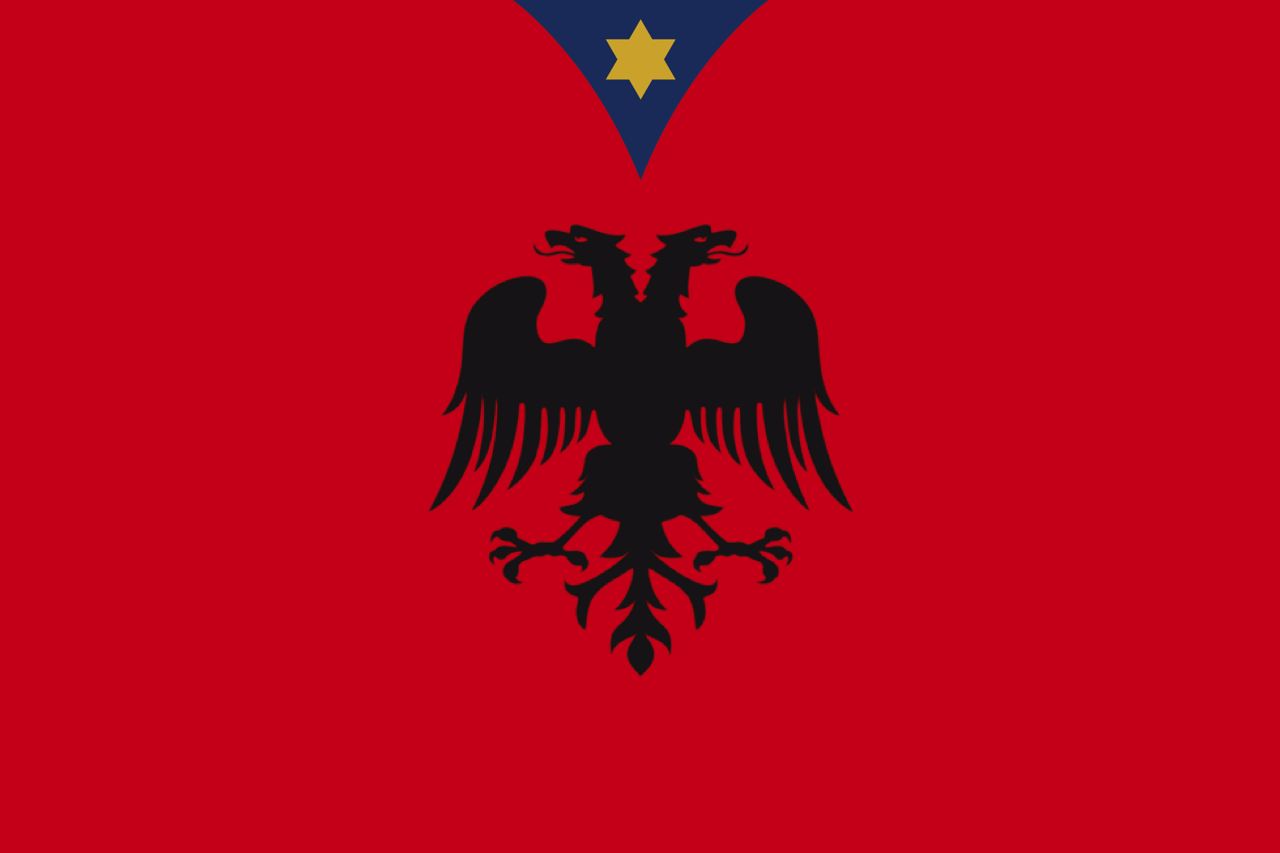
Vlag van de Liga van Lezhë (1444)

Na de Albanese onafhankelijkheid van het Ottomaanse Rijk in 1912 werd in de stad Vlorë een donkerrode vlag met een zwarte adelaar aangenomen als vlag van de voorlopige regering van Albanië. Hierna werd de vlag regelmatig gewijzigd en verschilde de kleur rood en de vorm van de adelaar een aantal keer. De huidige vlag werd op 7 april 1992 aangenomen, in 2002 werd het donkerrode veld vervangen voor een lichtrode veld.

Vlag van het moderne Albanië (2002)

Het rood staat voor moed, kracht en bloed dat is vergoten voor de Albanese etniciteit. De zwarte adelaar verwijst naar de betekenis van het land in eigen taal Shqipëria, wat in het Albanees 'land van de adelaar' betekent.

### Volkshelden

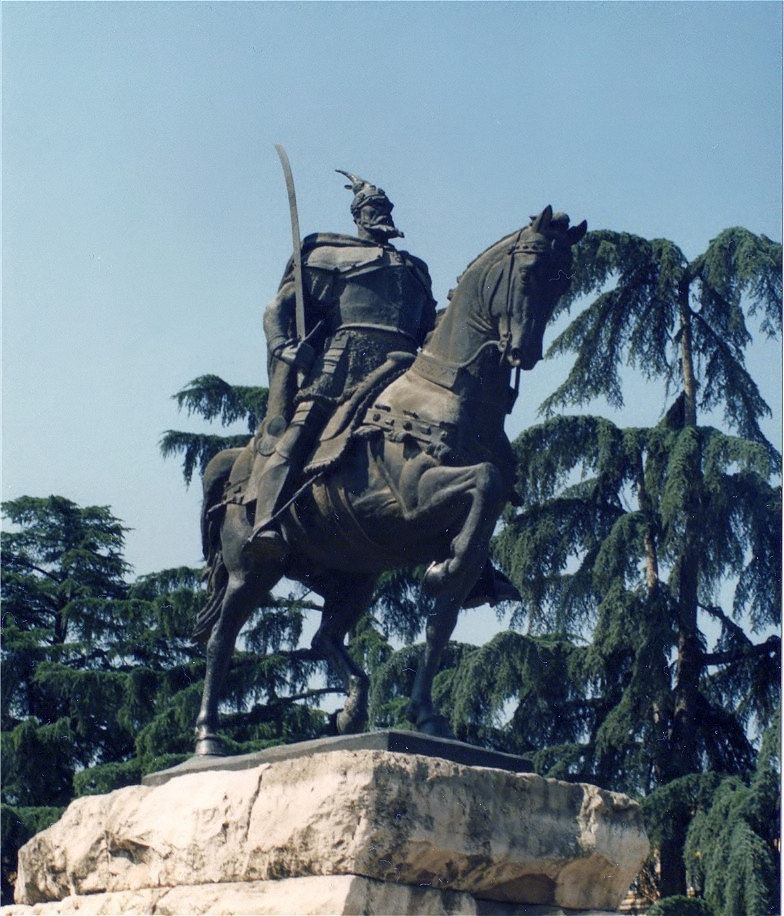
Standbeeld van Gjergj Kastrioti (Skanderbeg) in de hoofdstad Tirana. Skanderbeg wordt beschouwd als de nationale volksheld van de Albanezen.

Albanië kent een rijke historie aan volkshelden en sluit deze volkshelden enorm in het hart. Door het feit dat Albanezen vaak te maken hadden met diverse overheersers en dit nooit echt tot assimilatie leidde zijn zij een enorm trots volk. De nationale volksheld van de Albanezen is Gjergj Kastrioti Skanderbeg, naar wie de vlag en het wapen van Albanië oorspronkelijk verwijzen.

### Identiteit en traditie
De ruime meerderheid (91%) van de bevolking in Albanië is etnisch Albanees. De Albanezen spreken Albanees, een Indo-Europese taal zonder nauwe verwanten. De meeste religieuze Albanezen zijn islamitisch gevolgd door een aanzienlijke christelijke minderheid. Alhoewel Albanezen doorgaans religie niet beschouwen als onderdeel van hun nationale identiteit.
De oorsprong van Albanezen ligt volgens de meeste historici bij de Illyriërs, Thraciërs of Daciërs; volkeren die gedurende de oudheid op de Balkan leefden. Sindsdien volgden er verschillende heerschappijen van buitenlandse beschavingen op wat nu Albanië is; zoals Griekse, Romeinse,  Byzantijnse, Bulgaarse, Servische, Venetiaanse en  Ottomaanse.
In de huidige tijd zijn etnische Albanezen verdeeld over twee stammen: de Gegen en de Tosken. De Gegen zijn inheems in noord- en centraal-Albanië, in gebieden boven het Shkumbinrivier. Fysieke kenmerken zijn doorgaans een bovengemiddelde lengte, een lichte huid en haarkleur en een prominente neus. Zij worden beschreven als een dinarisch type. De Toskische Albanezen, inheems onder het Shkumbinrivier in zuid-Albanië, hebben doorgaans een gemiddelde lengte en meer pigment in huid en haar en hebben een mediterraans uiterlijk. 
De verschillen tussen Gegen en Tosken zijn doorgaans religie, dialect en traditionele klederdracht. Zo hangen Gegische stammen voornamelijk de islam of rooms-katholieke kerk aan en de Tosken de islam of de oosters-orthodoxe kerk. Een cultureel verschil tussen de twee stammen is de patrilineariteit die onder Gegen nog relatief vaak wordt nageleefd, in tegenstelling tot de 'progressievere' Tosken.

### Albanese keuken
De Albanese keuken is een rijke en gevarieerde traditie die elementen uit zowel de mediterrane als de Balkan-keukens combineert. Deze keuken heeft zich door de eeuwen heen ontwikkeld door de invloeden van verschillende culturen en beschavingen, zoals de Grieken, Romeinen en Ottomanen. De basisprincipes van de Albanese keuken zijn het gebruik van verse, seizoensgebonden ingrediënten met veel nadruk op groenten, fruit, olijfolie en vis (vooral langs de kust). Vleesgerechten, zoals lamsvlees en varkensvlees spelen ook een belangrijke rol en worden vaak bereid met lokale kruiden en specerijen.
Typische gerechten in Albanië zijn onder andere fërgesë, een stoofpot van paprika, tomaten, uien en kaas; tavë kosi, een ovenschotel met lamsvlees, rijst en yoghurt; en byrek, een hartige taart gevuld met spinazie, feta en uien. Een andere variant is de byrek met rundvlees en uien. Ook het beroemde dessert baklava, gemaakt van deeg, noten en honing, is een voorbeeld van de invloed van de Ottomaanse overheersing op de Albanese keuken.
De eetgewoonten in Albanië variëren afhankelijk van de regio, maar over het algemeen bestaat een traditionele maaltijd uit drie hoofdonderdelen: ontbijt, lunch en avondeten. Het ontbijt is meestal simpel en licht, met brood, boter, kaas, jam en yoghurt. Dit wordt vaak geserveerd met een kop thee of koffie. De lunch is de belangrijkste maaltijd van de dag, en kan bestaan uit vleesgerechten, verse salades en andere traditionele gerechten. Het avondeten is meestal lichter en bestaat vaak uit sandwiches of verschillende kleine hapjes afhankelijk van de seizoensgebonden ingrediënten die beschikbaar zijn.
Gastvrijheid speelt een belangrijke rol in de Albanese cultuur en het is gebruikelijk om gasten uit te nodigen voor de lunch. Dit is een moment waarop families en vrienden samenkomen en genieten van de maaltijd. In Albanië wordt gastvrijheid als een grote deugd beschouwd. Daarnaast is het gebruikelijk om een bezoeker te verwelkomen met een maaltijd, soms zelfs zonder dat deze van tevoren wordt aangekondigd.
Hoewel veel Albanezen de islam aanhangen, is het gebruikelijk om alcohol te drinken tijdens maaltijden. Dit komt doordat Albanië ondanks de islamitische meerderheid, een diverse culturele geschiedenis heeft waarin verschillende religies en gewoonten samenkwamen. Wijnproductie heeft een lange traditie in Albanië. Naast wijn wordt raki, een sterke brandewijn vaak geserveerd als teken van gastvrijheid.

### Muziek
Albanese volksmuziek is een belangrijk onderdeel van de nationale identiteit. Volksmuziek kan echter wel verschillen per gebied, in het noorden van Albanië leven de Gegen en in het zuiden de Tosken. Vaak is de boodschap wel hetzelfde en gaat het vooral over de nationale trots en het verenigen van een etnisch Albanië.
Bekende internationale artiesten van Albanese afkomst zijn Dua Lipa, Ava Max, Era Istrefi en Bebe Rexha.

### Media en televisie
De Radio Televizioni Shqiptar (RTSH) is de publieke omroep van Albanië die de belangrijkste televisie- en radioprogramma's produceert. Andere populaire omroepen zijn Top Channel, Televizioni Klan en Vizion Plus. De zenders richten zich naast de Albanezen in Albanië ook op de etnische Albanezen in de omringende landen.

## Sport
De populairste sport in Albanië is voetbal. Het nationale elftal kwalificeerde zich tot op heden voor twee eindtoernooien, het EK 2016 in Frankrijk en het EK 2024  in Duitsland. De hoogste voetbalcompetitie in Albanië is de Kategoria Superiore. KF Tirana is met 26 landstitels de succesvolste club gevolgd door FC Dinamo City (18 landstitels) en Partizan Tirana (17 landstitels). Vllaznia Shkodër, opgericht in 1919, is de oudste voetbalclub van het land. 
De clubs die Albanië in UEFA-hoofdtoernooien hebben vertegenwoordigd zijn KF Tirana (Europacup I en Europacup II), Partizan Tirana (Europacup I, Europacup II en UEFA Cup), Flamurtari Vlorë (UEFA Cup) en Vllaznia Shkodër (Europacup II). 
Sinds de opzet van de huidige toernooien, de UEFA Champions League, UEFA Europa League en UEFA Conference League, is Skënderbeu Korçë tot op heden de enige voetbalclub uit Albanië die deelnam aan een groepsfase. Het speelde in het seizoen 2015/16 en 2017/18 in de groepsfase van de UEFA Europa League.
Naast voetbal is volleybal een populaire sport in Albanië. Doorgaans wordt het vooral door vrouwen beoefend. Het vrouwenteam van Dinamo Tirana behaalde in 1980 en in 1990 de derde plaats van de CEV Champions League.
Sinds 1972 doet Albanië mee aan de Olympische Spelen. In 2006 kwam het voor het eerst uit op de Winterspelen. Albanië won tot op heden twee keer brons, beide keren op de Olympische Zomerspelen van 2024.
Op 25 mei 2022 organiseerde Albanië haar grootste sportevenement als eerste gastland van de UEFA Europa Conference League-finale, gespeeld in het Air Albania Stadion, Tirana. In 2027 zal het stadion ook decor zijn van de finale van het Europees kampioenschap voetbal onder 21. De UEFA wees Albanië en Servië aan als gastlanden van dit toernooi.

## Politiek

### Politiek systeem

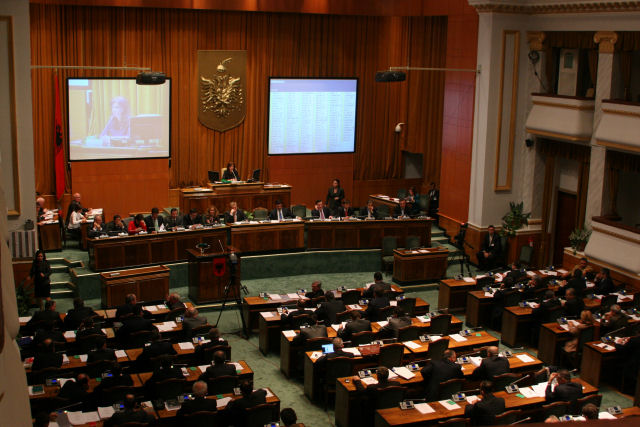
Plenaire zaal van de Volksvergadering van Albanië.

Albanië is een republiek met een parlement dat uit één kamer bestaat, de Volksvergadering van Albanië (Kuvendi i Shqipërisë), waarvan de afgevaardigden via algemene verkiezingen voor de termijn van vier jaar worden gekozen. Het parlement kiest de president voor een termijn van vijf jaar, en de president benoemt de premier. De uitvoerende macht wordt uitgeoefend door een ministerraad die door de premier wordt benoemd en door de president wordt goedgekeurd.
- President: Bajram Begaj, sinds 24 juli 2022 (termijn: vijf jaar)
- Premier: Edi Rama (PS), sinds 13 september 2013
- Parlementsvoorzitter: Elisa Spiropali (PS), sinds 30 juli 2024
- Minister van Buitenlandse Zaken: Olta Xhaçka (PS), sinds 2021
- Minister van Binnenlandse Zaken: Bledar Çuçi (PS), sinds 2020
- Volksvergadering: 140 zetels, termijn van vier jaar
  - Zetelverdeling sinds de parlementsverkiezingen van 2021:
    - Socialistische Partij van Albanië (Partia Socialiste e Shqipërisë, PS): 74 zetels
    - Democratische Partij van Albanië (Partia Demokratike e Shqipërisë, PD): 59 zetels
    - Socialistische Beweging voor Integratie (Lëvizja Socialiste për Integrim, LSI): 4 zetels
    - Sociaaldemocratische Partij van Albanië (Partia Socialdemokrate e Shqipërisë, PSD): 3 zetels
    - Andere partijen: 0 zetels

De laatste parlementsverkiezingen in Albanië vonden plaats op 25 april 2021. De sociaaldemocratische lijst van premier Edi Rama behaalde een duidelijke overwinning.

### Staatshoofden
De voorgangers van Bajram Begaj als staatshoofd waren de volgende (sinds 1912):
- Ismail Qemali (1912-1914)
- Fejzi Alizoti (1914)
- Wilhelm zu Wied (1914)
- Koning Zog 1925-1939 (tot 1928 president)
- Omer Nishani 1944-1953 (communist)
- Haxhi Lleshi 1953-1982 (communist)
- Ramiz Alia 1982-1992 (communist, socialist)
- Sali Berisha 1992-1997 (democraat)
- Skënder Gjinushi 1997 (interim)
- Rexhep Meidani 1997-2002 (socialist)
- Alfred Moisiu 2002-2007 (partijloos)
- Bamir Topi 2007-2012 (democraat)
- Bujar Nishani 2012-2017 (democraat)
- Ilir Meta 2017-2022 (socialistische beweging voor integratie)

### Bestuurlijke indeling
Albanië kent naast de centrale overheid ook andere bestuurslagen, territoriale onderdelen waar regels vastgesteld en/of beslissingen worden genomen over bepaalde gebieden en/of hun bewoners. Het betreft de volgende bestuurslagen:
| Bestuurslagen                              | Bestuurslagen       | Bestuurslagen      | Bestuurslagen                            | Bestuurslagen |
| ------------------------------------------ | ------------------- | ------------------ | ---------------------------------------- | ------------- |
| centraal niveau                            | prefectuurniveau    | lokaal niveau      | lokaal niveau                            |               |
| Republiek Albanië - Republika e Shqipërisë | prefecturen - qarku | gemeenten - bashki | bestuurseenheden - njësia administrative |               |
| 1. 2. 3. 4.                                |                     |                    |                                          |               |

### Albanese Strijdkrachten
Sinds de onafhankelijkheid van Albanië in 1912 heeft het land een eigen nationaal leger. Dit leger bestaat uit de generale staf van Albanië, de Albanese landmacht, de Albanese luchtmacht, de Albanese marine en het militair politiekorps van Albanië.
Albanië trad in 2009 toe tot de NAVO. Het Albanese leger is sinds de toetreding bij de NAVO behoorlijk gemoderniseerd. Het krijgt naast extra financiële middelen van Duitsland, Italië en de Verenigde Staten ook steun in modernere wapens. Ook worden de Albanese soldaten getraind volgens de NAVO-richtlijnen. De dienstplicht in Albanië is in 2010 afgeschaft. De minimumleeftijd is 18 jaar.

### Internationale betrekkingen
Albanië is lid van de Verenigde Naties, de NAVO, de Organisatie voor Veiligheid en Samenwerking in Europa, de Raad van Europa, de Centraal-Europese Vrijhandelsassociatie, de UNESCO, de Wereldhandelsorganisatie, de Wereldbank en de Organisatie voor Islamitische Samenwerking. Albanië is een van de oprichtende leden van de Unie voor het Middellandse Zeegebied. Sinds 2014 is het land kandidaat-lid van de Europese Unie.
In Tirana zijn 35 buitenlandse ambassades gevestigd, daarnaast zijn er over de rest van het land nog een viertal Griekse en Italiaanse consulaten verspreid. Albanië zelf onderhoudt 36 ambassades in het buitenland.

## Economie
Albanië is een land in ontwikkeling en behoort tot de tweede wereld. In 2010 had Albanië een bruto binnenlands product (bbp) van 1236 miljard lek of zo’n 9 miljard euro. Per hoofd van de bevolking is dit iets minder dan 3000 euro. Het land telt ruim 1 miljoen arbeidskrachten waarvan ongeveer de helft zich bezighoudt met de landbouw; de meerderheid van de rest van de bevolking is betrokken bij een of andere vorm van industrie.
De economie van het land haperde vooral in de vroege jaren negentig van de twintigste eeuw toen Albanië snel van een strak gecontroleerd systeem tot een markteconomie probeerde over te gaan. Tijdens deze periode was het werkloosheidscijfer ongeveer 40%, maar tegen het eind van het decennium was dit weer gedaald tot 20%.
De landbouw werd vroeger gesocialiseerd in de vorm van collectieve en staatslandbouwbedrijven, maar in 1992 was alle landbouwgrond geprivatiseerd. Tarwe en graan, katoen, tabak, aardappels en suikerbieten worden gekweekt en vee wordt gefokt. Albanië is rijk aan delfstoffen, in het bijzonder olie, bruinkool, koper, chroom, kalksteen, zout, bauxiet en aardgas. De chemische industrie, mijnbouw, landbouwverwerking en de vervaardiging van textiel, kleding, timmerhout en cement zijn de belangrijkste industriële sectoren. Het land heeft verscheidene hydro-elektrische installaties. Door de economische neergang tijdens de jaren 90 blijft Albanië hoofdzakelijk een ontwikkelingsland.
De buitenlandse handel geschiedt voornamelijk via de zee. De uitvoer van Albanië bestaat voornamelijk uit de natuurlijke rijkdommen en levensmiddelen en de invoer vooral uit machines, andere industrieproducten en consumptiegoederen. De belangrijkste handelspartners zijn Italië, Griekenland, Turkije, Duitsland en China. In de vroege jaren negentig werd Albanië lid van het Internationaal Monetair Fonds en van de Wereldbank.

### Economische cijfers
- Munteenheid: lek (ALL) (100 qindarka); koers: ALL 1 = EUR 0,0075 (2017)
- Bruto binnenlands product: US$13,16 miljard (2013)[15]
  - Aandelen per sector: landbouw (17,5%), industrie (15,3%) en diensten (67,2%) (2013)[15]
- Inflatie: 2% (2013)[15]
- Beroepsbevolking: 1,129 miljoen (2013)[15]
  - Aandelen per sector: landbouw (47,8%), industrie (23,0%) en diensten (29,2%) (2010)[15]
  - Werkloosheid: 12,9% (2013)[15]
- Export: $ 1,226 miljard (2013)[15]
  - Exportpartners: Italië (51%), Spanje (9,2%), Turkije (6,3%) en Griekenland (4,4%) (2012)
- Import: $ 4,115 miljard (2013)[15]
  - Importpartners: Italië (31,9%), Griekenland (9,5%), China (6,4%), Duitsland (6,0%) en Turkije (5,7%) (2012)[15]

### Toerisme
Door het strenge communistische beleid dat Albanië heeft gekend, en dat het land gedurende decennia grotendeels gesloten hield voor buitenlandse bezoekers, staat het toerisme in Albanië nog in de kinderschoenen, en is de infrastructuur naar West-Europese normen beperkt. De Albanese toerisme-industrie groeit echter elk jaar, en speelt een steeds prominentere rol in de Albanese economie.
De relatief ongerept gebleven Albanese kustlijn, met in het zuiden Sarandë en de Albanese Rivièra en in het noorden Durrës en Shëngjin, is nog steeds vooral populair bij de Albaneestaligen zelf, maar langzaam maar zeker trekt ze ook westerlingen aan. Andere troeven van Albanië zijn vooral de unieke cultuur en taal, ontstaan door de afwisselende overheersingen die Albanië in zijn woelige geschiedenis heeft gekend, de ongerepte berggebieden in het noorden en zuidoosten, en de bruisende steden, met name Tirana.
Reisgidsenuitgeverij Lonely Planet plaatste Albanië in 2010 op nummer één van haar top tien van te bezoeken landen in 2011.
Niet iedereen kan Albanië vrij inreizen. Zie hiervoor het Visumbeleid van Albanië.

## Verkeer en vervoer

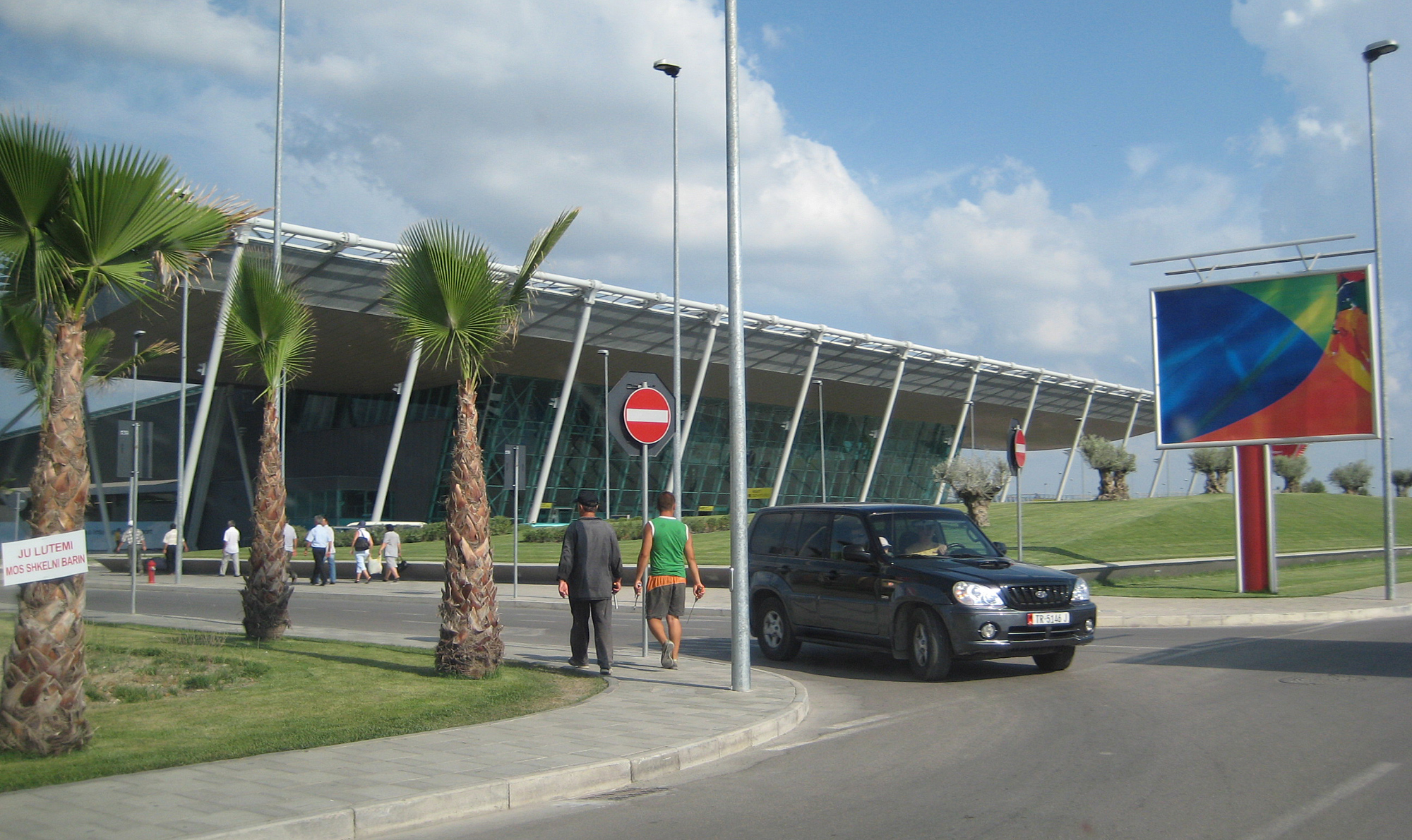
De luchthaven van Tirana

De enige luchthaven in Albanië met lijndiensten is de luchthaven van Tirana, die in 2007 volledig werd vernieuwd. De luchthaven van Kukës is gebouwd en ontwikkeld met financiële steun van de Verenigde Arabische Emiraten om het toerisme in het noorden van het land te bevorderen, maar heeft momenteel geen vaste lijndiensten. In 2018 is de luchtvaartmaatschappij Air Albania opgericht als nationale maatschappij van het land.

Logo van de Albanese spoorwegen

De Albanese spoorwegen zijn circa 677 kilometer lang (1986). Het spoorwegnet verkeert in slechte staat en wordt weinig tot niet gebruikt. Momenteel wordt de spoorlijn van Tirana naar Durrës met een verbinding naar de luchthaven van Tirana herbouwd, en zijn er plannen om het personenverkeer hier opnieuw op te starten. De spoorwegmaatschappij Hekurudha Shqiptare (HSH) is de nationale vervoerder.
Het wegennet meet in totaal circa 18.000 kilometer, waarvan 5400 kilometer is geasfalteerd. Sinds 2006 zijn er drie nieuwe snelwegen in aanleg die oost-west en noord-zuid met elkaar verbinden. De noord-zuid-route is 440 kilometer lang en loopt van Hani i Hotit aan de grens met Montenegro via Gjirokastër tot aan de grens met Griekenland en Sarandë. De oost-west-route begint bij de Griekse grens in Bilisht. De weg voert langs Pogradec vlak bij de Macedonische grens en Elbasan naar Durrës. De totale lengte is 279 kilometer. De route die reeds in gebruik is genomen verbindt Durrës met Kukës en de grensovergang met Kosovo, Qafa e Morinës. De lengte van deze verbinding bedraagt 170 kilometer.
Er zijn verbindingen per veerboot van het Griekse eiland Korfoe naar Sarandë, vanuit Bari (Italië) naar Durrës of vanuit het Italiaanse Brindisi naar Durrës of Vlorë.